# Uppercut! / Yūdachi! Through the Rainbow
Singles de Up Up Girls Kakko Kari
Barebare I Love You
(27 juin 2012) Mecha Kyun Summer (´▽｀)ノ
(29 août 2012)
Uppercut! / Yūdachi! Through the Rainbow (アッパーカット! / 夕立ち!スルー・ザ・レインボー, (...) Yuudachi ou Yudachi...) est le 3e single indépendant (dit « indie ») du groupe japonais Up Up Girls Kakko Kari, sorti en juillet 2012 et son 1er à contenir une double-face A officielle.

## Détails du single

### Sortie et contenu
Le 20 mai 2012, s'est tenu l'événement "idol LINE" vol.2 en direct au Roppongi Hills à l'Espace Umu où est annoncée la sortie de ce nouveau single pour le 30 juin suivant
Il est initialement publié, le 10 juin 2012, sous une édition spéciale intitulé Kakko Kari Version comprenant des versions différentes des chansons principales. Le 22 juin, la livraison du disque Uppercut! / Yūdachi! Through the Rainbow est lancée et le 30 juin, le lancement officiel du disque est annoncé, le single est publié sous format numérique le même jour avant de sortir sous format final, en CD, le 25 juillet sous Up-Front Works en une seule édition. Il sort un mois après le single Barebare I Love You,. Il est le premier disque du groupe à entrer dans les classements des ventes Oricon ; il atteint la 64e place du classement hebdomadaire et la 2e place de celui pour les ventes disques indépendants.
Le CD contient la chanson Uppercut (écrite par et composée produite par PandaBoY), sa chanson en face B Yūdachi! Through the Rainbow (écrite et composée par fu_mou) toutes les deux accompagnées de leurs versions instrumentales. Les chansons principales figureront sur le premier album du groupe First Album Kakko Kari qui sera mis en vente l'année suivante, le 30 janvier 2013.

### Autour des chansons
Les chorégraphies des chansons sont inventées par Natsumi Takenaka pour les clips vidéo,. Existe également un modèle de leçons de danse par Natsumi Takenaka qui a été diffusé,. En outre, la chanson Uppercut! est parfois décrite comme une chanson représentant parfaitement Up Up Girls,.

### Performances
Avant la sortie du single
Le 10 juin 2012, le groupe a participé à une performance qui a eu lieu au DUO MUSIC EXCHANGE "@JAM the Field Idol Collection" où est chantée la chanson Uppercut. Le 15 juin 2012, le groupe a donne une autre performance à la boutique "Shinseido Sunshine City Alpa OPEN Kinen Ibento" au premier étage souterrain du métro de Fountain Square à Ikebukuro Sunshine City où sont chantées cinq chansons telles que Uppercut!.
Après la sortie du single
| Date         | Préfectures            | Lieu                                         | Formulaire                               | Source |
| ------------ | ---------------------- | -------------------------------------------- | ---------------------------------------- | ------ |
| 14 août      | Préfecture de Miyagi   | Boutique de Tsutaya Yorktown Shinden Higashi | Mini-live et réunion de prise de contact | [ 16 ] |
| 15 août 2012 | Préfecture de Saitama  | HMV Omiya Loft                               | Mini-live et réunion de prise de contact | [ 17 ] |
| 16 août 2012 | Préfecture de Shizuoka | Aeon Mall Hamamatsu Ichino                   | Mini-live et réunion de prise de contact | [ 18 ] |
| 17 août 2012 | Préfecture d'Aichi     | HMV Sakae                                    | Mini-live et réunion de prise de contact | [ 19 ] |
| 18 août 2012 | Préfecture de Hyogo    | Boutique JR à la gare d'Amagasaki            | Mini-live et réunion de prise de contact | [ 20 ] |
| 18 août 2012 | Préfecture d'Osaka     | Boutique Tower Records                       | Mini-live et réunion de prise de contact | [ 21 ] |

## Formation
Membres crédités sur le single : 
- Minami Sengoku – Leader
- Konatsu Furukawa
- Saki Mori
- Ayano Satō
- Azusa Sekine
- Manami Arai
- Akari Saho

## Liste des titres
| 1. | Uppercut! (アッパーカット!)                                  | PandaBoY | 4:52 |
| 2. | Yūdachi! Through the Rainbow (夕立ち!スルー・ザ・レインボー) | fu_mou   | 5:08 |
| 3. | Uppercut! (Instrumental)                                     | PandaBoY |      |
| 4. | Yūdachi! Through the Rainbow (Instrumental)                  | fu_mou   |      |

## Historique des sorties
| Pays  | Date de sortie  | Label          | Type                       | Calalogue |
| ----- | --------------- | -------------- | -------------------------- | --------- |
| Japon | 10 juin 2012    | Up-Front Works | CD (Kakko Kari Version)    | -         |
| Japon | 22 juin 2012    | Up-Front Works | Téléchargement numérique   | -         |
| Japon | 30 juin 2012    | Up-Front Works | Maxi single pré-vente      | UFCW-1032 |
| Japon | 25 juillet 2012 | Up-Front Works | Maxi single vente générale | UFCW-1032 |